# マーカス・タヴァーニアー
マーカス・ジョゼフ・タヴァーニアー（英語: Marcus Joseph Tavernier, 1999年3月22日 - ）は、イングランド・リーズ出身のサッカー選手。プレミアリーグ・AFCボーンマス所属。ポジションはMF。

## クラブ歴
リーズ生まれ。ニューカッスル・ユナイテッドFCの下部組織からミドルズブラFCの下部組織に移り、U-14チームからトップチームに昇格、UEFAユースリーグにも出場した。プロ初出場は2017年8月22日、EFLカップでスターティングメンバーとしてのデビューであった。10月24日にEFLカップでプロ初得点を記録、フットボールリーグ・チャンピオンシップでのリーグ初得点は11月5日であった。12月には3年半の新契約を締結した。
2018年1月17日にフットボールリーグ1で残留争いを繰り広げるミルトン・キーンズ・ドンズFCにシーズン末までの期限付き移籍。3日後に残留を争うノーサンプトン・タウンFC戦で移籍後初出場をしたが敗北、結局クラブは降格した。その後ミドルズブラに復帰した。
2020年1月に2023年夏まで契約を延長した。
2022年8月1日、プレミアリーグに昇格したAFCボーンマスへの完全移籍が発表された。

## 代表歴
U-19代表として2017年10月9日の試合でスターティングメンバーに名を連ね代表初出場。2018年7月にはUEFA U-19欧州選手権2018のメンバー入りを果たした。グループステージのウクライナ代表戦では得点を記録している。
U-20代表としては2019年5月に第47回トゥーロン国際大会のメンバーに選出された。

## 家族
兄も同じくサッカー選手のジェームズ・タヴァーニアー。